# Diocesi di La Rochelle

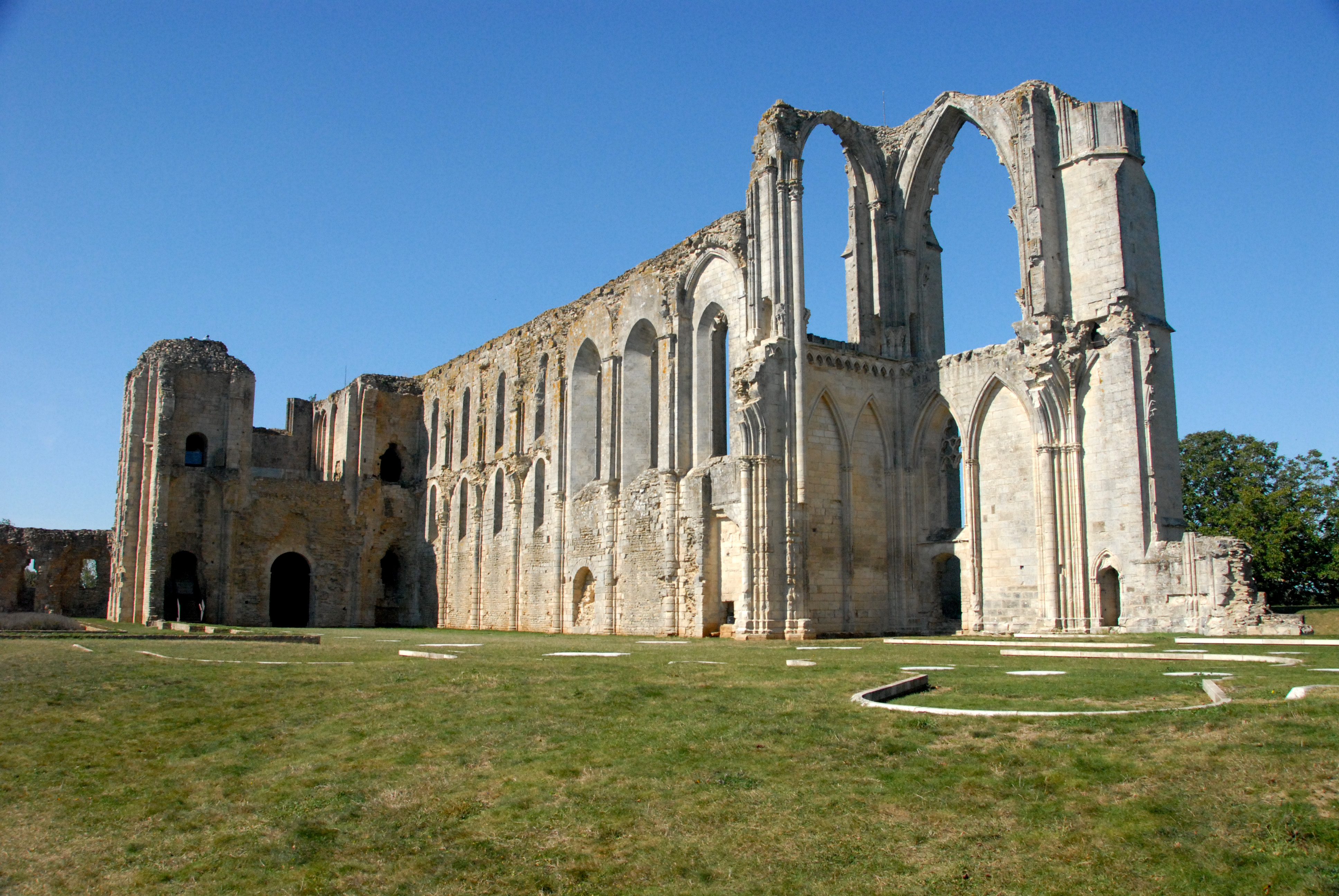
Rovine dell'antica cattedrale di San Pietro a Maillezais.

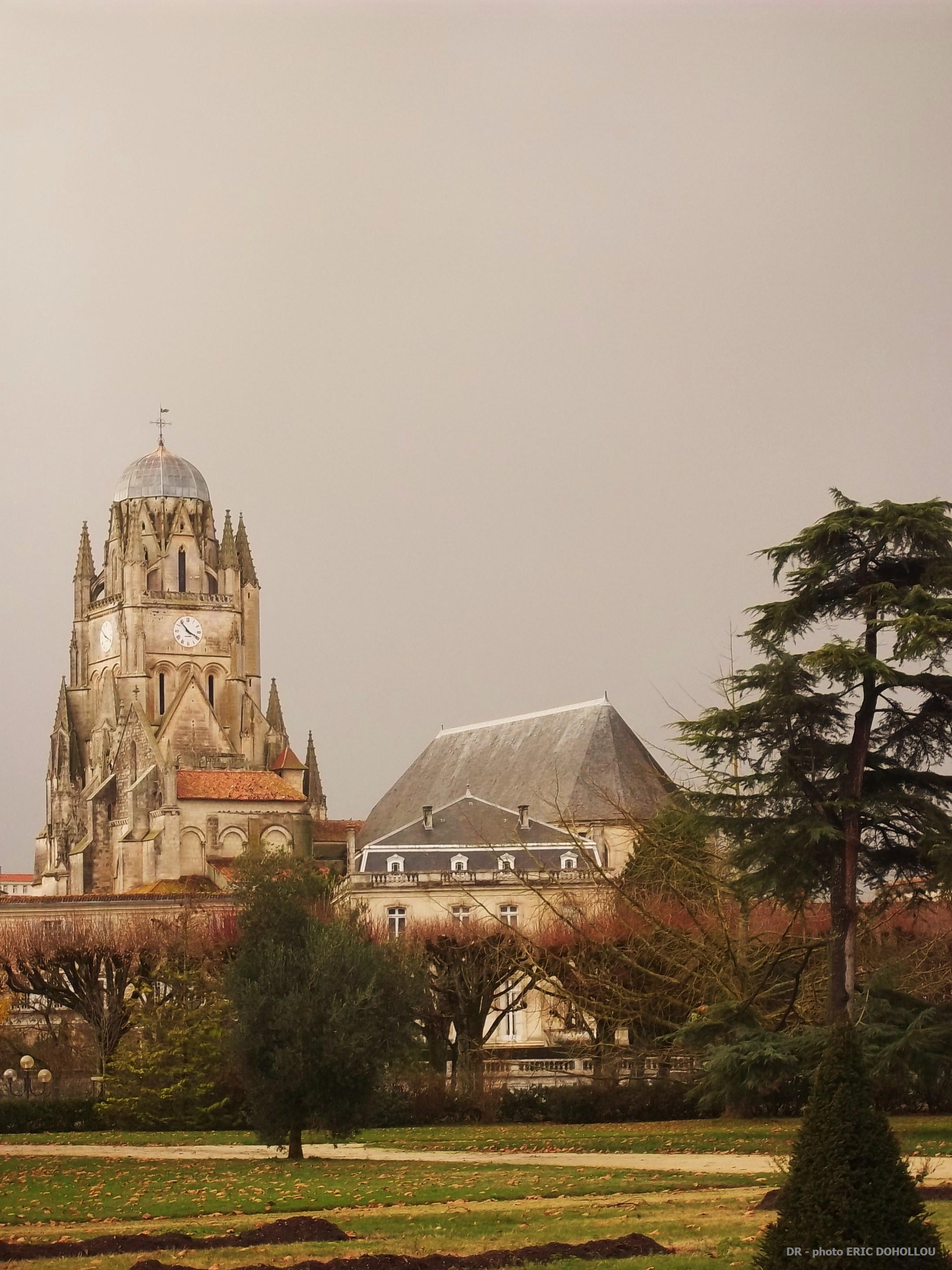
Basilica concattedrale di San Pietro a Saintes, già cattedrale della diocesi di Saintes.

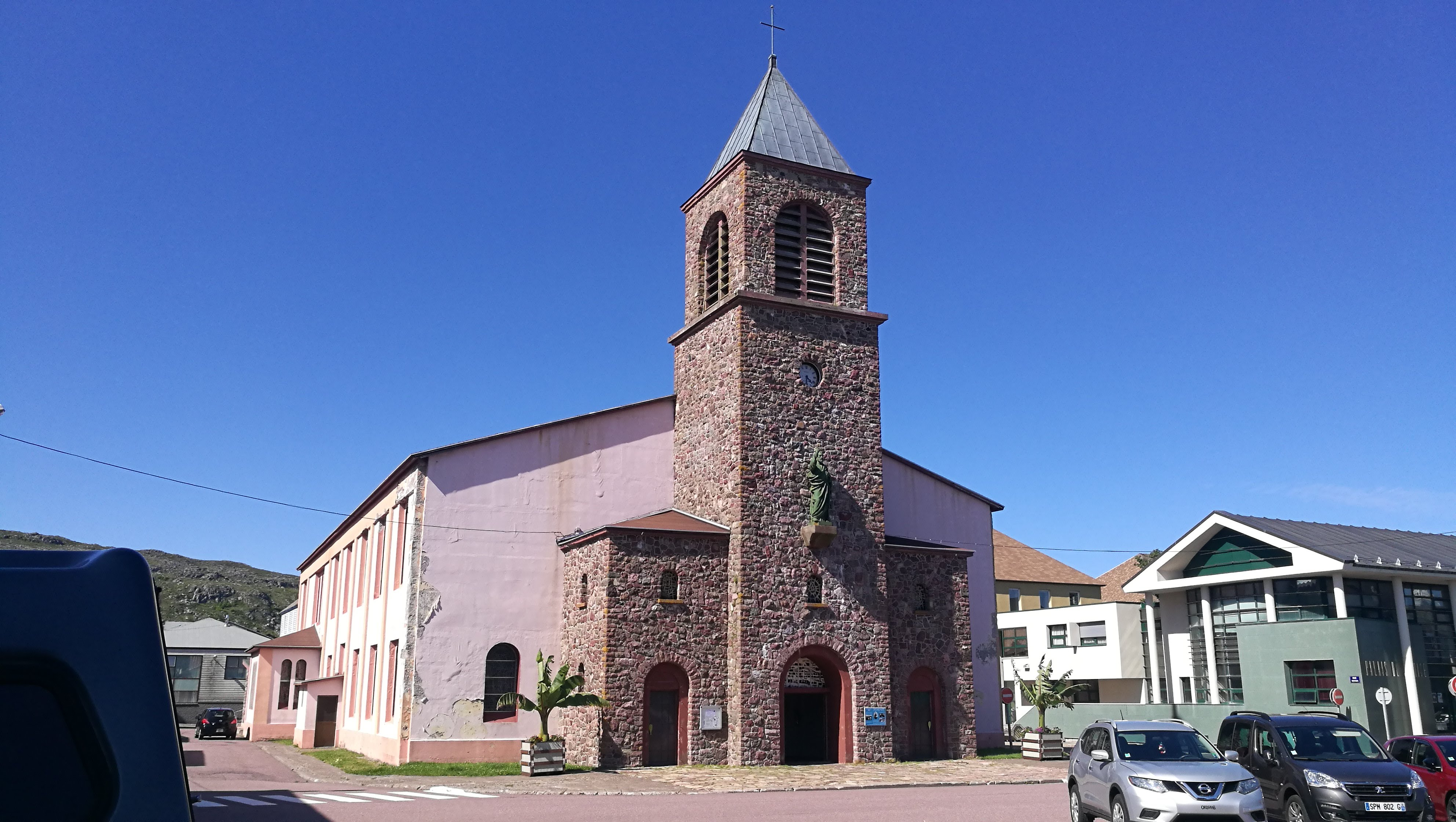
Chiesa di San Pietro a Saint-Pierre, già cattedrale del vicariato apostolico delle Isole di Saint-Pierre e Miquelon.

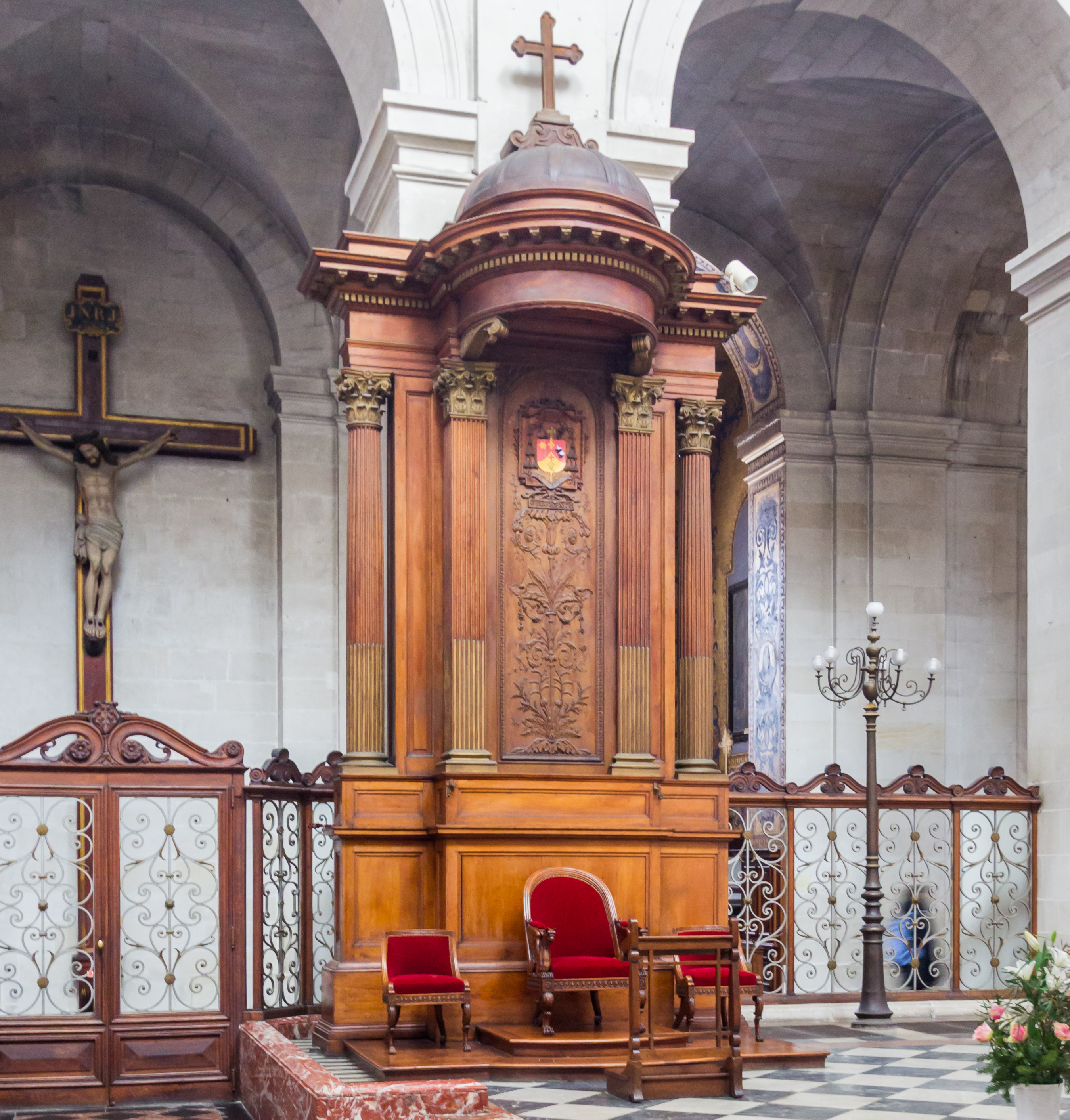
La cattedra episcopale, nella cattedrale di Saint-Louis a La Rochelle.

La diocesi di La Rochelle (in latino Dioecesis Rupellensis) è una sede della Chiesa cattolica in Francia suffraganea dell'arcidiocesi di Poitiers. Nel 2023 contava 400.000 battezzati su 661.000 abitanti. È retta dal vescovo Georges Colomb, M.E.P.
Dal 1852 ai vescovi di La Rochelle è concesso di portare il titolo di "vescovi di Saintes" (Sanctonensis).

## Territorio
La diocesi comprende il dipartimento della Charente Marittima e la collettività d'oltremare di Saint-Pierre e Miquelon.
Sede vescovile è la città di La Rochelle, dove si trova la cattedrale di San Luigi. Nel territorio diocesano sorgono due ex cattedrali: a Saintes la basilica di San Pietro, che fu cattedrale della diocesi di Saintes e ha ora il rango di concattedrale; e a Saint-Pierre (Saint-Pierre e Miquelon) la chiesa di San Pietro, ex cattedrale del vicariato apostolico delle Isole di Saint-Pierre e Miquelon. L'antica cattedrale di San Pietro a Maillezais si trova oggi nel dipartimento della Vandea, nel territorio della diocesi di Luçon.
In seguito alla riorganizzazione territoriale messa in atto alla fine del XX secolo, il numero delle parrocchie è stato ridotto da oltre 470 alle attuali 46, raggruppate in 8 decanati: La Rochelle, Rochefort, Royan, Saintes, piana dell'Aunis, Saint-Jean-d'Angély, Alto Saintonge e Saint-Pierre e Miquelon.

## Storia
La diocesi di Maillezais fu eretta il 13 agosto 1317 con la bolla Salvator noster di papa Giovanni XXII, contemporaneamente a quella di Luçon, ricavandone il territorio dalla diocesi di Poitiers (oggi arcidiocesi), a causa soprattutto dell'eccessiva estensione territoriale di quest'ultima e dell'incremento del numero di abitanti che aveva raggiunto il milione di unità. Originariamente era suffraganea dell'arcidiocesi di Bordeaux.
La sede episcopale fu installata nell'abbazia benedettina di San Pietro di Maillezais, fondata verso la fine del X secolo. La nuova diocesi integrava l'arcipretura di Ardin, i decanati di Bressuire, Fontenay-le-Comte, Saint-Laurent-sur-Sèvre e Vihiers, per un totale di 284 parrocchie ripartite su un territorio comprendente la maggior parte del Basso-Poitou (una parte del sud-est dell'attuale Vandea, la parte settentrionale del dipartimento dei Deux-Sèvres e quella sudoccidentale del dipartimento di Maine e Loira).
Per alcuni anni François Rabelais fu canonico della cattedrale di Maillezais.
Durante le guerre di religione la chiesa cattedrale venne distrutta, ciò che rese impossibile la residenza dei vescovi e del capitolo; per questo motivo la sede fu trasferita momentaneamente a Fontenay-le-Comte. Nel 1629 papa Urbano VIII raccomandò a Henri de Béthune la ricostruzione degli edifici distrutti, ma il tentativo non andò a buon fine.
Così il 4 maggio 1648 in forza della bolla In supereminenti di papa Innocenzo X, alla diocesi di Maillezais furono accorpati i territori, sottratti alla parte settentrionale della diocesi di Saintes, dell'isola di Ré, dell'Aunis e de La Rochelle, per un totale di 92 parrocchie. Contestualmente, alla Rochelle fu trasferita la sede episcopale e la diocesi assunse il nome attuale. Con queste decisioni si intese fermare l'influenza protestante nella città di La Rochelle.
Nel 1742 il vescovo Augustin-Roch de Menou pose la prima pietra della nuova cattedrale, che venne ultimata nel 1784 e consacrata da François-Joseph-Emmanuel de Crussol d'Uzès il 27 giugno. Questo edificio sostituiva la precedente chiesa di San Bartolomeo, che funse da procattedrale per diversi anni e che venne distrutta da un incendio nel 1687.
In seguito al concordato con la bolla Qui Christi Domini di papa Pio VII del 29 novembre 1801 i confini della diocesi furono adattati a quelli dei dipartimenti. La diocesi si estendeva sui dipartimenti della Charente Marittima e della Vandea, comprendendo così le diocesi di Luçon e la maggior parte di quella di Saintes, che furono soppresse. Dovette in compenso cedere buona parte del territorio dell'antica sede di Maillezais alle diocesi di Poitiers e di Nantes.
Il 6 ottobre 1822 la diocesi di Luçon fu ripristinata, ricavandone il territorio dalla diocesi di La Rochelle. Con quest'ultima modifica, la diocesi si ritrovò notevolmente modificata rispetto alla situazione precedente la rivoluzione francese: tutto il territorio della diocesi di Maillezais prima del 1648 non faceva più parte del nuovo assetto diocesano; se prima del 1789 La Rochelle, città episcopale, si trovava all'estremo sud della diocesi, ora era collocata invece all'estremo nord.
Il 22 gennaio 1852 i vescovi di La Rochelle ottennero il privilegio di aggiungere al proprio titolo quello della diocesi soppressa di Saintes, la cui antica cattedrale si trova nel territorio diocesano.
L'8 dicembre 2002, in seguito alla riorganizzazione delle circoscrizioni ecclesiastiche francesi, è entrata a far parte della provincia ecclesiastica dell'arcidiocesi di Poitiers.
Nel 2009 è stata istituita la sede vescovile titolare corrispondente all'antica sede di Maillezais, che attualmente si trova fuori dai confini della diocesi, nella diocesi di Luçon.
Il 1º marzo 2018 in forza del decreto La situation ecclésiale della Congregazione per l'evangelizzazione dei popoli è stato accorpato nel territorio diocesano il vicariato apostolico delle Isole di Saint-Pierre e Miquelon, contestualmente soppresso, comprendente 2 parrocchie nella collettività d'oltremare di Saint-Pierre e Miquelon.

## Cronotassi dei vescovi
Si omettono i periodi di sede vacante non superiori ai 2 anni o non storicamente accertati.

### Vescovi di Maillezais
- Geoffroy Pouvreau, O.S.B. † (13 agosto 1317 - dopo il 1333 deceduto)
- Guillaume (Sambuti?) † (menzionato nel 1336)[6]
- Jean de Marconnay † (prima del 1343 - 1359 ? deceduto)
- Guy de Faye † (20 febbraio 1359 - 1380 deceduto)
- Jean Rousseau, O.P. † (4 giugno 1380 - 2 maggio 1382 nominato antivescovo di Osimo)
- Pierre de Thury † (2 maggio 1382 - 12 luglio 1385 dimesso)
- Jean Le Masle † (12 luglio 1385 - 1419 deceduto)
- Guillaume de Lucé † (16 ottobre 1420 - 1432 dimesso)
- Thibaut de Lucé † (6 marzo 1433 - ?)
- Louis Rouault † (prima del 1455 - 1475 ?)
- Jean III d'Amboise † (31 luglio 1475 - 18 giugno 1481 nominato vescovo di Langres)
  - Federico Sanseverino † (5 novembre 1481 - 1508 dimesso) (amministratore apostolico)
  - Pietro Accolti † (1511 - 10 marzo 1518 dimesso) (amministratore apostolico)
  - Philippe de Luxembourg † (10 marzo 1518 - 24 marzo 1518 dimesso) (amministratore apostolico)
- Geoffroi d'Estissac † (24 marzo 1518 - 1543 deceduto)
- Jacques d'Escoubleau de Sourdis † (27 giugno 1543 - 1560 dimesso)
- Pierre de Pont-Levoy † (10 marzo 1561 - 1568 deceduto)
  - Sede vacante (1568-1572)
- Henri d'Escoubleau de Sourdis † (16 giugno 1572 - aprile 1615 deceduto)
- Henri II d'Escoubleau de Sourdis † (18 maggio 1616 - 16 luglio 1629 nominato arcivescovo di Bordeaux)
- Henri de Béthune † (19 novembre 1629 - 4 maggio 1648 dimesso[7])

### Vescovi di La Rochelle

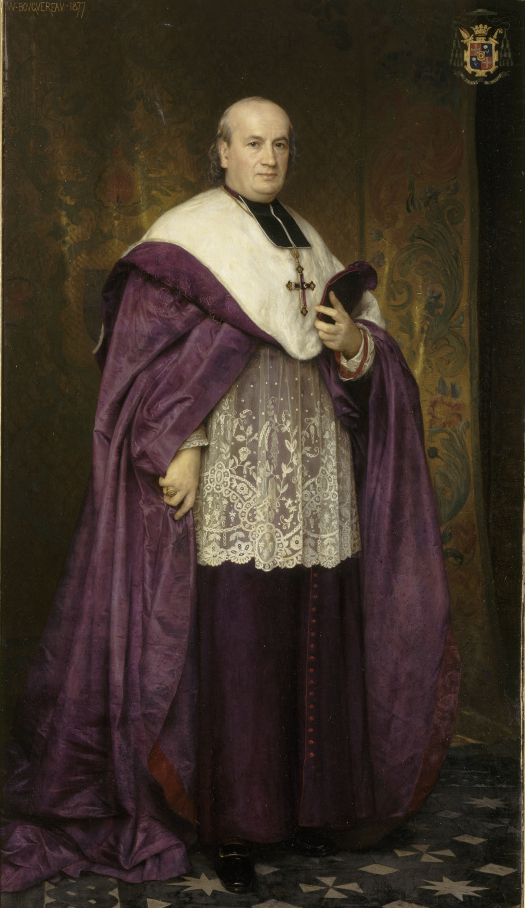
Ritratto di Léon-Benoit-Charles Thomas, opera di William-Adolphe Bouguereau.

- Jacques Raoul de La Guibourgère † (4 maggio 1648 - 15 maggio 1661 deceduto)
- Henri-Marie de Laval de Bois-Dauphin † (21 novembre 1661 - 19 o 22 novembre 1693 deceduto)
- Charles-Madeleine Frézeau de Frèzelière † (17 maggio 1694 - 4 novembre 1702 deceduto)
- Étienne de Champflour † (14 maggio 1703 - 26 novembre 1724 deceduto)
- Jean-Baptiste de Brancas † (5 settembre 1725 - 17 agosto 1729 nominato arcivescovo di Aix)
- Augustin-Roch de Menou de Charnisai † (14 agosto 1730 - 26 novembre 1767 deceduto)
- François-Joseph-Emmanuel de Crussol d'Uzès d'Amboise † (20 giugno 1768 - 7 giugno 1789 deceduto)
- Jean-Charles de Coucy † (14 dicembre 1789 - 8 novembre 1816 dimesso[8])
- Michel-François de Couët du Vivier de Lorry † (17 aprile 1802 - 20 novembre 1802 dimesso)
- Jean-François Demandolx † (20 dicembre 1802 - 1º febbraio 1805 nominato vescovo di Amiens)
- Gabriel-Laurent Paillou(x) † (1º febbraio 1805 - 15 dicembre 1826 deceduto)
- Joseph Bernet † (25 giugno 1827 - 1º febbraio 1836 nominato arcivescovo di Aix)
- Clément Villecourt † (1º febbraio 1836 - 7 marzo 1856 dimesso)
- Jean-Baptiste-François-Anne-Thomas Landriot † (16 giugno 1856 - 27 marzo 1867 nominato arcivescovo di Reims)
- Léon-Benoit-Charles Thomas † (27 marzo 1867 - 24 marzo 1884 nominato arcivescovo di Rouen)
- Pierre-Marie-Etienne-Gustave Ardin † (27 marzo 1884 - 11 luglio 1892 nominato arcivescovo di Sens)
- François-Joseph-Edwin Bonnefoy † (19 gennaio 1893 - 18 aprile 1901 nominato arcivescovo di Aix)
- Emile-Paul-Angel-Constant Le Camus † (18 aprile 1901 - 29 settembre 1906 deceduto)
- Jean-Auguste-François-Eutrope Eyssautier † (27 novembre 1906 - 7 marzo 1923 deceduto)
- Eugène Curien † (23 dicembre 1923 - 8 novembre 1937 dimesso[9])
- Louis Liagre † (7 marzo 1938 - 10 agosto 1955 deceduto)
- François Xavier Arthur Florent Morilleau † (10 agosto 1955 succeduto - 23 marzo 1963 dimesso[10])
- Félix-Marie-Honoré Verdet † (1º luglio 1963 - 17 agosto 1979 ritirato)
- François-Marie-Christian Favreau † (17 agosto 1979 succeduto - 8 settembre 1983 nominato vescovo di Nanterre)
- Jacques Louis Antoine Marie David † (21 febbraio 1985 - 2 febbraio 1996 nominato vescovo di Évreux)
- Georges Paul Pontier (5 agosto 1996 - 12 maggio 2006 nominato arcivescovo di Marsiglia)
- Bernard Marie Fernand Housset (28 novembre 2006 - 9 marzo 2016 ritirato)
- Georges Colomb, M.E.P., dal 9 marzo 2016
  - François Jacolin, M.D.P.,[1] dal 22 giugno 2023 (amministratore apostolico sede plena)

## Statistiche
La diocesi nel 2023 su una popolazione di 661.000 persone contava 400.000 battezzati, corrispondenti al 60,5% del totale.
| anno | popolazione | popolazione | popolazione | presbiteri | presbiteri | presbiteri | presbiteri                | diaconi | religiosi | religiosi | parrocchie |
| anno | battezzati  | totale      | %           | numero     | secolari   | regolari   | battezzati per presbitero | diaconi | uomini    | donne     | parrocchie |
| ---- | ----------- | ----------- | ----------- | ---------- | ---------- | ---------- | ------------------------- | ------- | --------- | --------- | ---------- |
| 1950 | 400.000     | 500.000     | 80,0        | 345        | 311        | 34         | 1.159                     |         | 11        | 185       | 498        |
| 1970 | 440.000     | 487.343     | 90,3        | 301        | 259        | 42         | 1.461                     |         | 52        | 438       | 503        |
| 1980 | 455.000     | 502.800     | 90,5        | 248        | 190        | 58         | 1.834                     |         | 73        | 455       | 477        |
| 1990 | 475.000     | 518.000     | 91,7        | 204        | 161        | 43         | 2.328                     | 2       | 58        | 361       | 476        |
| 1999 | 498.000     | 539.000     | 92,4        | 168        | 132        | 36         | 2.964                     | 8       | 49        | 289       | 60         |
| 2000 | 380.000     | 557.305     | 68,2        | 159        | 124        | 35         | 2.389                     | 10      | 47        | 284       | 63         |
| 2001 | 380.000     | 557.305     | 68,2        | 156        | 123        | 33         | 2.435                     | 11      | 45        | 275       | 58         |
| 2002 | 380.000     | 557.024     | 68,2        | 140        | 111        | 29         | 2.714                     | 11      | 40        | 248       | 58         |
| 2003 | 380.000     | 557.024     | 68,2        | 139        | 109        | 30         | 2.733                     | 13      | 34        | 248       | 55         |
| 2004 | 380.000     | 557.024     | 68,2        | 154        | 121        | 33         | 2.467                     | 14      | 37        | 221       | 55         |
| 2013 | 397.000     | 616.708     | 64,4        | 103        | 82         | 21         | 3.854                     | 26      | 24        | 128       | 44         |
| 2016 | 400.000     | 640.803     | 62,4        | 93         | 73         | 20         | 4.301                     | 26      | 20        | 98        | 44         |
| 2019 | 400.000     | 647.000     | 61,8        | 89         | 86         | 3          | 4.494                     | 33      | 3         | 84        | 44         |
| 2021 | 400.000     | 648.199     | 61,7        | 98         | 81         | 17         | 4.081                     | 34      | 17        | 81        | 47         |
| 2023 | 400.000     | 661.000     | 60,5        | 91         | 82         | 9          | 4.395                     | 40      | 10        | 84        | 46         |